# Adendorp
Adendorp é uma aldeia localizada a oito quilômetros ao sul de Graaff-Reinet, no Sundays River Valley. Foi nomeada em homenagem ao ex-proprietário da fazenda, N. J. Adendorff, que a subdividiu em pequenas propriedades por volta de 1858. O status municipal foi alcançado em 1878.